# Gonystylus spectabilis
Gonystylus spectabilis là một loài thực vật thuộc họ Thymelaeaceae. Đây là loài đặc hữu của Malaysia.